# HD 3988
HD3988 — хімічно пекулярна зоря спектрального класу A0, що має видиму зоряну величину в
смузі V приблизно  8.4.
Вона  розташована на відстані близько 883.9 світлових років від Сонця.

## Пекулярний хімічний вміст
Зоряна атмосфера HD3988 має підвищений вміст Cr.